# C. J. Dennis

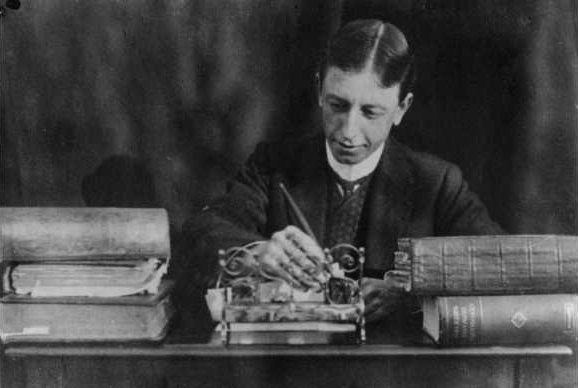
C. J. Dennis

C. J. Dennis, vollständig Clarence Michael James Dennis (* 7. September 1876 in Auburn, South Australia; † 22. Juni 1938 in Melbourne) war ein australischer Journalist und Schriftsteller. 
Dennis beschreibt in seinen humoristisch-satirischen Verserzählungen die Abenteuer seiner volksnahen Schelmenfiguren.
Nach ihm ist der frühere C. J. Dennis Prize for Poetry benannt, der heute im Victorian Premier’s Literary Award integriert ist.

## Werke
- The songs of a sentimental bloke. 1915.
- The moods of Ginger Mick. 1916.
- Blackblock ballads and other verses. 1916.
- Blackblock ballads and later verses. 1918.
- The singing garden. 1935.